# Arcterigone
Arcterigone é um gênero de aranhas da família Linyphiidae descrito em 1994.